# Twenty Four Seven (Tina Turner)
Twenty Four Seven è il nono album in studio della cantante statunitense naturalizzata svizzera Tina Turner, pubblicato il 28 ottobre 1999. È l'ultimo album in studio della cantante prima del suo ritiro dalle scene.

## Descrizione
L'album è stato prodotto da Mark Taylor e Brian Rawling, artefici del grande successo dell'album di Cher Believe, e da Johnny Douglas, già produttore per Kylie Minogue, George Michael e All Saints, Terry Britten e Absoulute, noti soprattutto per il loro lavoro con Lisa Stansfield, Will Young, Atomic Kitten, Gareth Gates e S Club 7. Bryan Adams è presente come ospite in due tracce: la title track e Without You.
Nel 2000 l'album è stato pubblicato in edizione limitata con un disco bonus che includeva alcuni brani live della cerimonia di celebrazione del suo sessantesimo compleanno, svoltasi a Londra nel novembre 1999, nonché i video promozionali di When the Heartache Is Over e Whatever You Need.

## Promozione

### Singoli
Dall'album furono estratti tre singoli: When the Heartache Is Over (US # 3 Dance Charts), (UK # 10), Whatever You Need (UK # 27) e Don't Leave Me This Way.

### Tour
La Turner si imbarcò nel Twenty Four Seven Tour (noto anche come Twenty Four Seven Millennium Tour e 24/7 World Tour), l'ottavo per la cantante. Fu annunciato come il tour d'addio, dichiarando che avrebbe continuato comunque ad incidere dischi e ad esibirsi in piccoli teatri.
Il tour divenne un enorme successo, incassando oltre centoventi milioni di dollari con centootto spettacoli, con una partecipazione di oltre due milioni e quattrocentomila spettatori.

## Tracce
1. Whatever You Need – 4:49 (Russell Courtenay, Harriet Roberts)
2. All the Woman – 4:03 (Tracy Ackerman, Andy Watkins, Paul Wilson)
3. When the Heartache Is Over – 3:44 (John Reid, Graham Stack)
4. Absolutely Nothing's Changed – 3:43 (Terry Britten, John O'Kane)
5. Talk to My Heart – 5:08 (Johnny Douglas, Graham Lyle)
6. Don't Leave Me This Way – 4:19 (Paul Barry, Brian Rawling, Mark Taylor)
7. Go Ahead – 4:20 (James House, Anthony Little)
8. Without You – 4:06 (Shernette May, Andy Watkins, Paul Wilson)
9. Falling – 4:21 (Sol Connell, Tim Fraser)
10. I Will Be There – 4:37 (Barry Gibb, Maurice Gibb, Robin Gibb)
11. Twenty Four Seven – 3:47 (Terry Britten, Charlie Dore)

## Successo commerciale
L'album è stato pubblicato in Europa nel novembre 1999 e ha venduto oltre un milione di copie. Ha raggiunto il nono posto nella classifica degli album più venduti del Regno Unito, dove è stato certificato platino. L'album è stato pubblicato nel febbraio 2000 negli Stati Uniti e in Canada, dove ha raggiunto il ventunesimo posto nella Billboard 200, vendendo sessantamila copie nella sua prima settimana di pubblicazione. È stato certificato platino in molti altri paesi, vendendo in tutto il mondo oltre tre milioni di copie.

## Classifiche

### Classifiche settimanali
| Classifica (1999-00) | Posizione massima |
| -------------------- | ----------------- |
| Austria              | 5                 |
| Belgio (Fiandre)     | 9                 |
| Belgio (Vallonia)    | 16                |
| Canada               | 18                |
| Finlandia            | 6                 |
| Francia              | 23                |
| Germania             | 3                 |
| Irlanda              | 22                |
| Norvegia             | 5                 |
| Paesi Bassi          | 24                |
| Regno Unito          | 9                 |
| Stati Uniti          | 21                |
| Svezia               | 6                 |
| Svizzera             | 1                 |
| Ungheria             | 22                |

### Classifiche di fine anno
| Classifica (1999) | Posizione |
| ----------------- | --------- |
| Belgio (Fiandre)  | 53        |
| Belgio (Vallonia) | 90        |
| Germania          | 70        |
| Regno Unito       | 49        |
| Svizzera          | 50        |
| Classifica (2000) | Posizione |
| Germania          | 79        |
| Svizzera          | 53        |